# سیارک ۶۸۵۹
سیارک ۶۸۵۹ (به انگلیسی: 6859 Datemasamune، نامگذاری:1991CZ) شش هزار و هشتصد و پنجاه و نهمین سیارک کشف شده‌است که در ۱۳ فوریه ۱۹۹۱ کشف شد.
قدر مطلق سیارک برابر ۱۳٫۳۰ است.